# Preben Krab
Preben Krab (født 15. juli 1952 i Haderslev) er en dansk tidligere roer, bror til Jørn Krab. Han repræsenterede Haderslev Roklub
Krab vandt, sammen med Harry Jørgensen og sin bror Jørn Krab, bronze i toer med styrmand ved OL 1968 i Mexico City. Danskerne sikrede sig medaljen efter en finale, hvor Italien vandt guld mens Holland fik sølv. Det var den ene af otte danske medaljer ved legene. Det var det eneste OL, Krab deltog i.
Krab-brødrene blev i 2008 optaget i Haderslev Kommunes idrætskanon.

## OL-medaljer
- 1968:  Bronze i toer med styrmand